# Pavel Gantar
Pavel (Pavle) Gantar (ur. 26 października 1949 w m. Gorenja vas) – słoweński polityk, były minister, od 2008 do 2011 przewodniczący Zgromadzenia Państwowego.

## Życiorys
Ukończył w 1974 socjologię na wydziale nauk politycznych Uniwersytetu Lublańskiego. W czasach studenckich zaangażował się w działalność grupy „13. november”. Pracę zawodową rozpoczął jako asystent na wydziale nauk społecznych UL. W 1976 dołączył do redakcji pisma „Časopis za kritiko znanosti”, w której współpracował m.in. z Mladenem Dolarem i Slavojem Žižkiem.
W 1984 studiował w Wielkiej Brytanii na University of Essex, gdzie zapoznał się z liberalną publicystyką krytykującą marksizm. Po powrocie do kraju stanął na czele partii komunistycznej na swoim wydziale. Został usunięty ze Związku Komunistów Słowenii po tym, jak publicznie stanął w obronie Spomenki Hribar, oskarżanej o publikowanie esejów oceniających wydarzenia historyczne w sposób niezgodny z „oficjalną” wersją.
Pod koniec lat 80. brał aktywny udział w ruchach społecznych, wspierających dążenia niepodległościowe. Został członkiem komitetu obrony praw człowieka. W 1989 obronił doktorat na Uniwersytecie w Zagrzebiu. Rok później wstąpił do Liberalnej Demokracji Słowenii. W tym samym roku został wybrany na posła, mandat deputowanego do Zgromadzenia Państwowego uzyskiwał też w kolejnych wyborach.
Od 1994 do 2000 sprawował urząd ministra środowiska w rządzie Janeza Drnovška. W latach 2001–2004 był ministrem ds. społeczeństwa informacyjnego w gabinecie tego premiera i jego następcy Antona Ropa. W 2004 LDS przegrała wybory, przy czym Pavel Gantar po raz kolejny wszedł do parlamentu. Trzy lata później opuścił partię liberalną, stając się jednym z liderów nowo powołanego ugrupowania Zares. Z ramienia tej formacji uzyskał reelekcję w wyborach w 2008, a następnie został wybrany na przewodniczącego Zgromadzenia Państwowego. Zrezygnował w 2011 w związku z opuszczeniem przez Zares koalicji rządowej. W tym samym roku nie został ponownie wybrany do parlamentu. W 2012 stanął na czele partii Zares, pełnił tę funkcję do 2014.